# Oljepalm
Oljepalm (Elaeis guineensis) är en art i familjen palmer som har större ekonomisk betydelse. Trädets ursprungliga utbredningsområde ligger i Afrika men den odlas numera även i tropiska delar av Amerika och framförallt i Sydostasien. Palmen blir upp till 30 meter hög och bildar en fruktställning som kan väga upp till 50 kilogram. I fruktställningen finns flera tusen frukter. Från frukten utvinns ur fruktköttet palmolja, och ur dess kärnor palmkärnolja.
Frukterna blir snabbt dåliga och måste därför bearbetas direkt efter skörd. Denna behandling går ut på att frukterna behandlas med ånga, så att ett visst enzym förstörs. I anslutning till detta pressas frukterna och kärnorna avskiljs.